# Goizeder Azúa
Goizeder Victoria Azúa Barríos (San Felipe, 23 febbraio 1984) è una modella venezuelana incoronata Miss International 2003.

## Biografia
La prima vittoria in un concorso di bellezza di Goizeder Azúa risale a Miss Carabobo 2002, a cui seguì Miss Mondo Venezuela. In entrambi i casi la vittoria di Azúa fu una vera sorpresa in quanto, rispetto alle altre candidate, la Azúa non aveva alcuna esperienza nel campo della moda o dei concorsi.
Nel 2002, la Azúa rappresenta il Venezuela a Miss Mondo, giungendo sino alle semifinali del concorso, quell'anno vinto da Azra Akın. Poco tempo dopo comunque vinse il titolo di Miss Mesoamérica e nel 2003 quello ancora più prestigioso di Miss International, ricevendo nello stesso concorso anche la fascia di Miss Photogenic. Dopo l'anno di regno, Goizeder Azúa ha lavorato come modella e come giornalista televisiva per Globovisión.